# Campion impressus
Campion impressus är en insektsart som först beskrevs av Navás 1914.  Campion impressus ingår i släktet Campion och familjen fångsländor. Inga underarter finns listade i Catalogue of Life.